# (31012) Jiangshiyang
(31012) Jiangshiyang est un astéroïde de la ceinture principale découvert en 1996.

## Description
(31012) Jiangshiyang a été découvert le 10 février 1996 à la station de Xinglong, dans la province chinoise d'Hebei (Chine), par le Beijing Schmidt CCD Asteroid Program.

### Caractéristiques orbitales
L'orbite de cet astéroïde est caractérisée par un demi-grand axe de 2,26 ua, un périhélie de 1,94 ua, une excentricité de 0,14 et une inclinaison de 3,81° par rapport à l'écliptique. Du fait de ces caractéristiques, à savoir un demi-grand axe compris entre 2 et 3,2 ua et un périhélie supérieur à 1,666 ua, il est classé, selon la JPL Small-Body Database, comme objet de la ceinture principale.

### Caractéristiques physiques
(31012) Jiangshiyang a une magnitude absolue (H) de 15,3 et un albédo estimé à 0,203.